# Lenya Rún Taha Karim
Lenya Rún Taha Karim (Kópavogur, 18 de desembre de 1999) és una política islandesa, militant del Partit Pirata islandès.

## Orígens
Karim va néixer a Kópavogur l'any 1999, filla d'immigrants kurds. El seu pare va emigrar a Islàndia el 1993 i la seva mare el 1996. Va anar a l'escola a Islàndia, però la família va tornar al Kurdistan durant tres anys el 2013. Actualment és estudiant de dret a la Universitat d'Islàndia.

## Carrera política
Els seus principis advoquen per una millora dels drets dels sol·licitants d'asil la legalització de les drogues i una solució a l'emergència climàtica. Després de les eleccions legislatives islandeses del 25 de setembre de 2021, es va anunciar que havia estat escollida com a membre del Parlament d'Islàndia (Alþingi) per la circumscripció electoral de Reykjavík Nord, guanyant un dels nou escons igualadors disponibles. Si s'hagués consumat, amb 21 anys hauria estat la diputada més jove de la història de la cambra islandesa, 22 dies més jove que Jóhanna María Sigmundsdóttir, així com la primera diputada d'ascendència kurda. Tanmateix, després d'un recompte l'endemà a la circumscripció del nord-oest, cinc escons igualats es van redistribuir, la qual cosa va significar que Karim i quatre candidats més van perdre els seus escons.
El 27 de desembre de 2021 va ocupar un escó el Parlament islandès com a diputada adjunta de la cambra, substituint temporalment a Andrés Ingi Jónsson. Aquest fet es va realitzar, conjuntament, amb una altra substitució al grup parlamentari del Partit Pirata, en la qual va entrar Gunnhildur Fríða Hallgrímsdóttir que, amb 19 anys i 241 dies d'edat, es va convertir en la persona més jove a prendre possessió d'un escó en aquesta cambra. Tanmateix, la persona electa més jove del parlament va seguir sent Jóhanna María Sigmundsdóttir, escollit a les eleccions legislatives de 2013 pel Partit Progressista amb 21 anys i 303 dies d'edat.